# Tânia Carvalho (coreógrafa)
Tânia Carvalho (Viana do Castelo, 1976) é uma artista portuguesa com um percurso de mais de 20 anos de criação. Mais conhecida como coreógrafa, trabalha também noutras vertentes artísticas, como a música, o desenho e o cinema.

## Percurso
Tânia Carvalho nasceu em Viana do Castelo e vive em Lisboa.
Aos cinco anos, iniciou as aulas de dança clássica e aos catorze, as de dança contemporânea. Estudou Artes Plásticas na Escola Superior de Arte e Design, nas Caldas da Rainha, em 1994, e na Escola Superior de Dança entre 1995 e 1997. Concluiu o Curso de Intérpretes de Dança Contemporânea do Fórum Dança em 1999 e o Curso de Coreografia da Fundação Calouste Gulbenkian em 2005, em Lisboa. Frequentou o curso de Joalharia do Ar.Co, em Lisboa (1999). Teve aulas particulares de piano e formação musical com João Aleixo, Diogo Alvim e Yuri Popov (2007-2013) e de Erhu, com Inês (2018) e Cheong Li (2019 até aos dias de hoje).
Como coreógrafa, tem tido uma presença regular em teatros, festivais e residências artísticas, sendo as suas criações frequentemente produzidas por entidades culturais portuguesas e estrangeiras. Fez criações para outras companhias, como o Ballet de l’Opera de Lyon (Xylographie), a Company of Elders, em Londres (I Walk, You Sing), a Companhia Nacional de Bailado (S), a Companhia Paulo Ribeiro (Como é que eu vou fazer isto? Interpretado por Leonor Keil), a Companhia de Ballet do Norte (3), e a Dançando com a Diferença (Doesdicon).
Programado pelo Teatro Maria Matos, pelo Teatro São Luiz e pela Companhia Nacional de Bailado, o «Ciclo Tânia Carvalho» assinalou, no início do ano de 2018, os seus vinte anos de criação artística.
É também criadora dos projetos musicais Madmud, Trash Nymph e Moliquentos, e cofundadora do coletivo de artistas Bomba Suicida, onde permaneceu até à sua dissolução, em 2014. Em 2015, criou, em nome individual, a sua produtora. 
Compõe pontualmente bandas sonoras para as suas criações, bem como para as de outros coreógrafos, como Luís Guerra e Simon Vincenzi. Uma das suas composições integrou o filme ALinha, de Manuel Guerra. Realizou Um Saco e uma Pedra – peça de dança para ecrã (2018), o seu primeiro filme.
Fez parte da rede internacional de programadores e coreógrafos Modul Dance (2011-2014) e programou a secção nacional do Festival Cumplicidades (Portugal, 2018).   Integrou, com O reverso das palavras, o Festival Best Of (Les Subsistances, Lyon, 2018).
Prémio Programa Jovens Criadores 2000, com Inicialmente Previsto, participou, nessa qualidade, num festival em Sarajevo. 
Em 2020, Tânia estreou na Culturgest, em Lisboa, a sua peça Onironauta, que levou também para Guimarães, Viseu e para o Rivoli, no Porto.
Em 2021, Tânia foi uma de quatro mulheres convidadas a desenvolver uma coreografia para o Ballet Nacional de Marselha, no âmbito de um programa que inclui peças das coreógrafas Lucinda Childs, norte-americana, Lasseindra Ninja, guianesa, e da irlandesa Oona Doherty.
Neste ano, foi também a coreógrafa convidada para a direção coreográfica do Projeto Jovens Bailarinos, da Companhia Paulo Ribeiro.
Em 2022, no âmbito da Temporada Cultural Portugal-França, o Theatre de la Ville dedica um foco no seu trabalho, apresentando vários espetáculos em Paris. 

## Prêmios e reconhecimentos
- 2000 – Prémio Programa Jovens Criadores, com Inicialmente Previsto [16]
- 2012 – Prémio Melhor Coreografia da Sociedade Portuguesa de Autores, com Icosahedron [16][17][18]
- 2019 – Título de “Cidadã de Mérito” pela Câmara Municipal de Viana do Castelo [6]
- 2021 – Prémio Melhor Coreografia da Sociedade Portuguesa de Autores, com Onironauta [6]

## Obra

### Coreografia
- Por Baixo de Mão (2021)
- Projeto Jovens Bailarinos (2021)
- one of four periods in time (ellipsis) (2021)
- onironauta (2020)
- muiças (2019)
- S (2018)
- Doesdicon (2017)
- Grasped By Intuition (2017)
- GLIMPSE – 5 Room Puzzle (2016)
- Xylographie (2016)
- Weaving Chaos (2014)
- 3 (2014)
- Síncopa (2013)
- Coral (2013)
- How Will I Do This? (2013)
- The Recoil of Words (2013)
- 27 Bones (2012)
- Icosahedron (2011)
- Falling Eyes (2010)
- Der Mann ist verrückt (2009)
- Danza Ricercata (2008)
- But From Me I Can't Escape, Have Patience! (2008)
- Noisy Girl (2007)
- A Slowness That Looks Like a Velocity (2007)
- I Walk, You Sing (2007)
- Different Movements (since 2007)
- Orquestica (2006)
- As If I could Stay There Forever (2005)
- Exploding In Silence Never Becomes Disturbing (2005)
- The Best Of Them All (2004)
- At The Opposite Direction (2004)
- The Secrets of My Nottingham Sleep (2004)
- A Characteristic Privilege (2002)
- New Tan (2001)
- DRUK (2000)
- Inicialmente Previsto (1999)

### Música
- The Sparrow (2021)
- Papillons d'éternité (2021)
- duploc barulin (2019)
- Madmud (2007)

### Desenho
- Exposição de Tânia Carvalho e Luís Guerra, em parceria com Dançando com a Diferença

20 de setembro a 17 de outubro, Galeria Marca d’Água, Funchal
- Toledo, de Tânia Carvalho (no âmbito da BoCA - Bienal de Arte Contemporânea)

27 maio a 14 de junho 2017, Teatro Viriato, Viseu 
5 a 28 de abril 2017, Palacete dos Viscondes de Balsemão, Porto
18 de março a 1 de abril, 2017, Teatro da Politécnica, Lisboa
- Toledo, de Tânia Carvalho

15 de março a 27 de abril 2014, Centro para os Assuntos da Arte e Arquitectura, Guimarães
- Dessins, de Tânia Carvalho

4 de abril a 30 de junho 2016, KLAP Maison Pour la Danse, Marselha

### Filme
- Um Saco e uma Pedra – peça de dança para ecrã / A Bag and a Stone - dance piece for screen (2018)